# ليوبولد كيلهولتس
ليوبولد كيلهولتس (9 يونيو 1911 – 4 يونيو 1980) لاعب كرة قدم سويسري راحل كان يجيد اللعب في خط الهجوم.
لعب طوال مسيرته الرياضية في أندية أولد بويز (1927-1928) بلاك ستارز بازل (1928-1930) بازل (1930-1932) سيرفيت (1932-1935) بيرن (1935-1936) ستاد ريمس (1936-1937) سان غال (1937-1938) يونغ فيلوز يوفنتوس (1938-1943).
مثل منتخب سويسرا في 17 مباراة مسجلا 12 هدف (1933-1938). شارك مع منتخب سويسرا في بطولة كأس العالم 1934 في إيطاليا حيث خرج من الدور الربع النهائي وبطولة كأس العالم 1938 في فرنسا حيث خرج من الدور الربع النهائي أيضا.
تولى تدريب أندية ستاد ريمس (1936-1937) منتخب سويسرا (1950-1953) منتخب سويسرا (1954-1958).

## وصلات خارجية
- ليوبولد كيلهولتس على موقع الاتحاد الدولي (مؤرشف)  (الإنجليزية)
- ليوبولد كيلهولتس على موقع قاعدة بيانات كرة القدم.إي يو (الإنجليزية)
- ليوبولد كيلهولتس على موقع ناشيونال فوتبول تيمز (الإنجليزية)
- ليوبولد كيلهولتس على موقع Soccerway.com (الإنجليزية)
- ليوبولد كيلهولتس على موقع عالم كرة القدم.نت (الإنجليزية)

- هذا سيرة ذاتية